# Lorenz Heidenreich

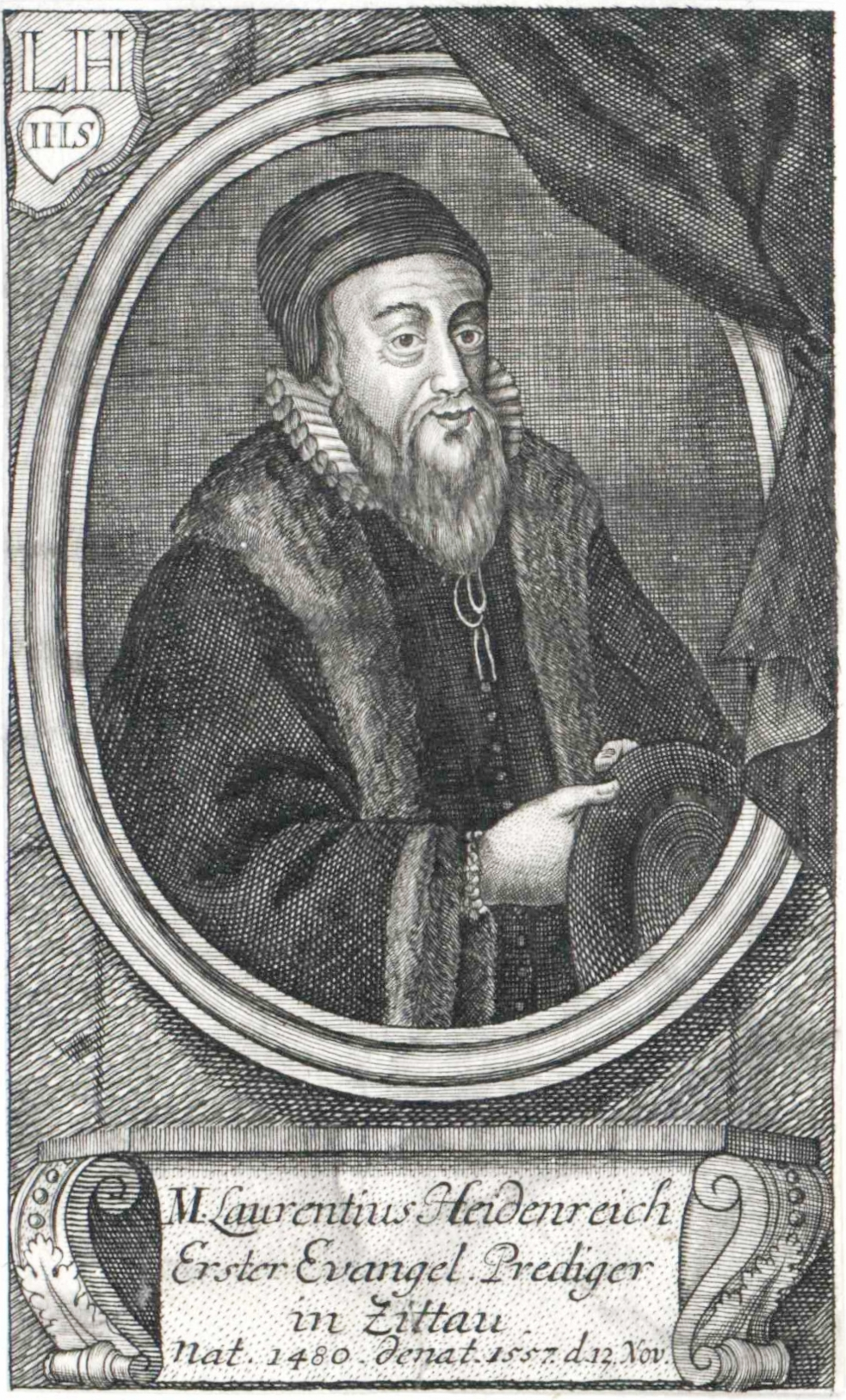
Laurentius Heidenreich

Lorenz Heidenreich (* 1480 in Zittau; † 21. November 1557 ebenda) war ein deutscher lutherischer Pfarrer.

## Leben
Lorenz Heidenreich war ein Sohn des Zittauer Tuchmachers Paul Heidenreich. 1507 wurde er an der Universität Leipzig immatrikuliert und wurde ein Jahr darauf zum Baccalaureus der Philosophie ernannt. 1509 erhielt er die Priesterweihe und wurde Altarist (Messpriester) an der Kirche zum Heiligen Kreuz (heute Museum) seiner Vaterstadt, setzte aber seine Studien fort. 1518 wurde Heidenreich in Leipzig zum Magister der Weltweisheit promoviert. Er lernte Martin Luther kennen und nahm 1519 an dessen Disputation in Leipzig teil.
Zurückgekehrt in seine Heimat, wurde Heidenreich 1521 der Nachfolger des verstorbenen katholischen Plebans Hundertmark an der Zittauer Hauptkirche St. Johannis und predigte hier im Geiste Luthers.
Als Heidenreich 1530 Elisabeth Engler, die Tochter eines Zittauer Schneiders, heiratete, wurde er als Prediger in Zittau abgesetzt. Er ging nach Löwenberg im schlesischen Herzogtum Schweidnitz-Jauer, wo er seinen Lebensunterhalt als Tuchmacher verdiente, bis er 1539 als Pfarrer nach Greifenberg berufen wurde. 1545 holte ihn schließlich der Magistrat von Zittau wieder zurück in seine Heimatstadt, wo er erster Prediger an der Hauptkirche wurde. Heidenreich wurde in dieser Kirche begraben.
Der älteste Sohn Esaias (1532–1589) wurde Pastor in Breslau, der andere Sohn Johann (1542–1617) wurde Professor der Theologie in Frankfurt (Oder).